# Canton de Vélines
Le canton de Vélines est une ancienne division administrative française située dans le département de la Dordogne, en région Aquitaine.

## Historique
- Le canton de Vélines est l'un des cantons de la Dordogne créés en 1790, en même temps que les autres cantons français. Il a d'abord été rattaché au district de Mussidan avant de faire partie de l'arrondissement de Bergerac[1].

- De 1833 à 1848, les cantons de Vélines et de Villefranche-de-Lonchat avaient le même conseiller général. Le nombre de conseillers généraux était limité à 30 par département.

### Redécoupage cantonal de 2014-2015
Par décret du 21 février 2014, le nombre de cantons du département est divisé par deux, avec mise en application aux élections départementales de mars 2015. Le canton de Vélines est supprimé à cette occasion. Ses douze communes sont alors rattachées au canton du Pays de Montaigne et Gurson dont le bureau centralisateur est fixé à Port-Sainte-Foy-et-Ponchapt.

## Géographie
Ce canton était organisé autour de Vélines dans l'arrondissement de Bergerac. Son altitude variait de 2 m (Lamothe-Montravel) à 167 m (Port-Sainte-Foy-et-Ponchapt) pour une altitude moyenne de 63 m.

## Représentation

### Conseillers généraux de 1833 à 2015
| Période | Période      | Identité                          | Étiquette                          | Qualité |
| ------- | ------------ | --------------------------------- | ---------------------------------- | --- |
| 1833    | 1836         | Jean-Baptiste Dezeimeris          |                                    | Avocat, propriétaire à Villefranche-de-Longchapt                                                                                 |
| 1836    | 1842         | Thibaud Ferdinand de Galard-Béarn |                                    | Propriétaire à Puyrenier |
| 1842    | 1848         | Jean-Eugène Dezeimeris            | Gauche modérée                     | Bibliothécaire en chef de la Faculté de médecine de Paris Propriétaire à Villefranche-de-Longchapt Député (1842-1846, 1846-1849) |
| 1848    | 1852         | Jean Benoist de Lamothe           |                                    | Propriétaire, maire de Lamothe-Montravel, juge de paix à Vélines, conseiller d'arrondissement                                    |
| 1852    | 1891 (décès) | Guillaume de Nathan               | Droite orléaniste puis Boulangiste | Ancien référendaire au Sceau de France Propriétaire, avocat, maire de Fougueyrolles                                              |
| 1891    | 1895         | Jean Jacques Étienne Bachan       | Républicain                        | Propriétaire et juge de paix |
| 1895    | 1919         | Jean-Marie Record                 | Républicain                        | Médecin à Vélines, conseiller d'arrondissement                                                                                   |
| 1919    | 1925         | Maurice-Henri Mercier de Lostende | URD                                | Amiral Propriétaire du château de Saint-Michel-de-Montaigne                                                                      |
| 1925    | 1931         | Élisée Absalon Clerjaud           | Rad. puis Rad.ind.                 | Propriétaire, viticulteur Maire de Montazeau                                                                                     |
| 1931    | 1940         | Charles Sinsout                   | Rad.                               | Propriétaire-viticulteur Adjoint au maire de Port-Sainte-Foy                                                                     |
|         |              |                                   |                                    | |
| 1945    | 1970         | Charles Sinsout                   | Rad.                               | Adjoint au maire de Port-Sainte-Foy Sénateur (1959-1971)                                                                         |
| 1970    | 1982         | Jean Bonamy                       | MRG                                | Médecin, Lamothe-Montravel |
| 1982    | 1988         | Élie Philit                       | PS                                 | Directeur de maison de retraite Maire de Port-Sainte-Foy-et-Ponchapt (1971-1995)                                                 |
| 1988    | 2001         | Didier Lourec                     | RPR                                | Directeur d'école Maire de Saint-Vivien (1983-2008)                                                                              |
| 2001    | 2015         | Serge Fourcaud                    | PS                                 | Agriculteur Maire de Bonneville-et-Saint-Avit-de-Fumadières (depuis 2001)                                                        |

### Conseillers d'arrondissement (de 1833 à 1940)
| Période                                  | Période           | Identité                                 | Étiquette          | Qualité |
| ---------------------------------------- | ----------------- | ---------------------------------------- | ------------------ | --- |
| Les données manquantes sont à compléter. |                   |                                          |                    | |
| 1833                                     | 1833 (annulation) | Eymeric Duvigneau                        |                    | Notaire, adjoint au maire de Lamothe-Montravel                                                              |
| 1833                                     | 1848              | Jean Benoist de Lamothe                  |                    | Maire de Lamothe-Montravel, juge de paix à Vélines                                                          |
|                                          |                   |                                          |                    | |
| avant 1855                               | 1867              | François Marquis-Sébie                   |                    | Notaire, maire de Vélines                                                                                   |
| 1867                                     | 1871              | Jean-Baptiste Dambier                    |                    | Docteur en médecine à Vélines                                                                               |
| 1871                                     |                   | François Marquis-Sébie                   |                    | Notaire, maire de Vélines                                                                                   |
|                                          |                   |                                          |                    | |
| 1886                                     | 1892              | Jean Joseph Louis Aurélien Marquis-Sébié | Droite             | Notaire et avocat à Vélines, propriétaire à Port-Sainte-Foy                                                 |
| 1892                                     | 1895              | Jean-Marie Record                        | Républicain        | Médecin à Vélines                                                                                           |
| 1898                                     | 1904              | Jean-Jacques Brunet                      | Républicain        | Propriétaire à Vélines                                                                                      |
| 1904                                     | 1910              | M. Benoit                                | Libéral            | |
| 1910                                     | 1913              | Paul Drouilh                             | Républicain        | Viticulteur, maire de Vélines                                                                               |
| 1913                                     | 1919              | M. Boutin                                |                    | |
| 1919                                     | 1922              | Jean Marche                              |                    | Maire de Saint-Seurin-de-Prats                                                                              |
| 1922                                     | 1934              | Emmanuel Ballège                         | RG                 | Géomètre-expert, maire de Montcaret                                                                         |
| 1934                                     | 1940              | M. Rey                                   | Union républicaine | |
| 1940                                     |                   |                                          |                    | Les conseils d'arrondissement ont été suspendus par la loi du 12 octobre 1940 et n'ont jamais été réactivés |

Sources : "Annuaires et calendriers 1789-1842 " sur le site des archives départementales de la Dordogne. https://archives.dordogne.fr/r/72/fonds-imprimes/annuaires-et-calendriers?arko_default_6076b1c79b335--ficheFocus=

### Jumelages

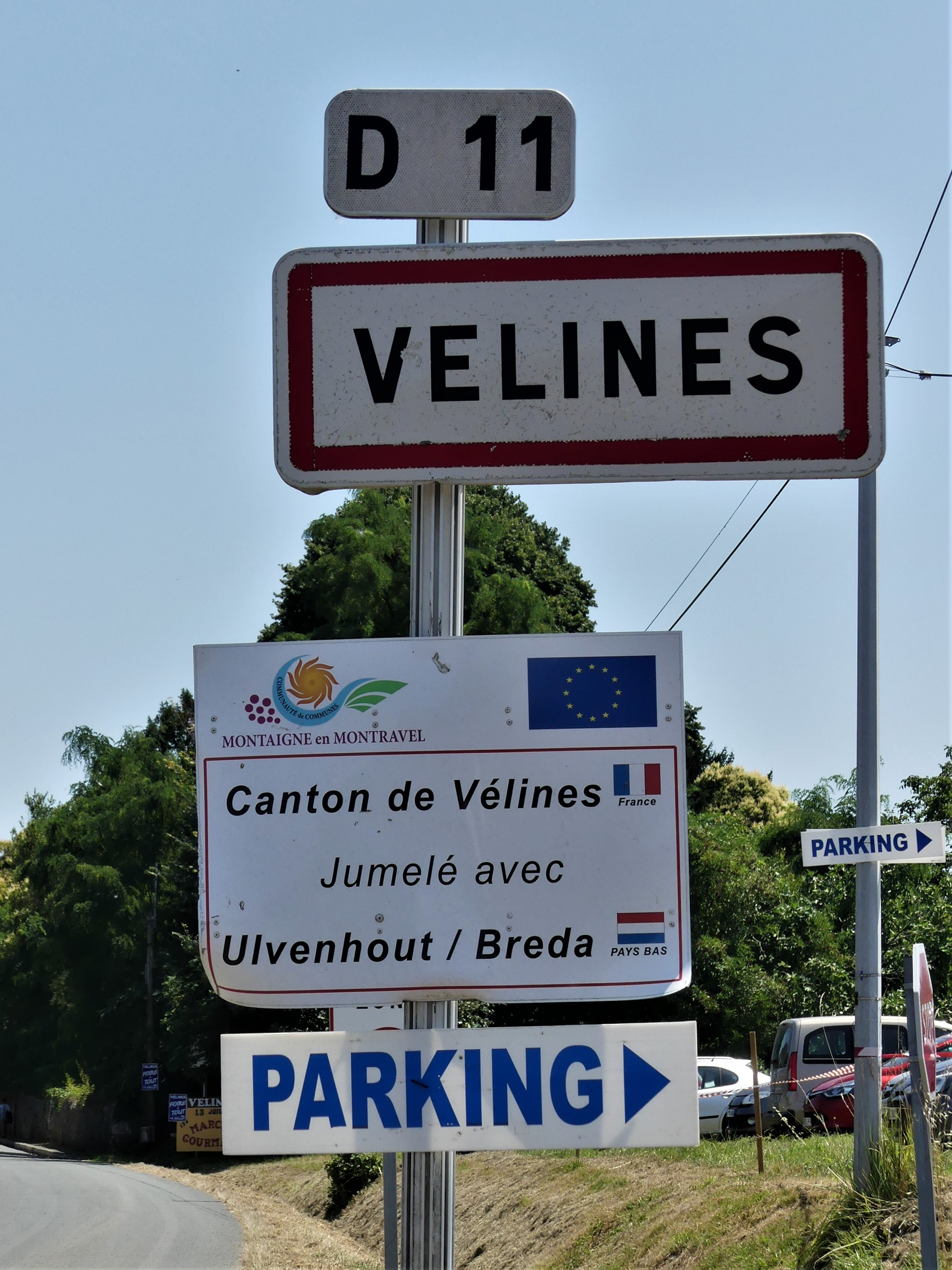
Panneau de jumelage.

Les communes de l'ancien canton sont jumelées avec Ulvenhout, village néerlandais de la commune de Bréda.

## Composition
Le canton de Vélines regroupait douze communes et comptait 10 617 habitants (population municipale) au 1er janvier 2011.
| Communes                               | Population (2012) | Code postal | Code Insee |
| -------------------------------------- | ----------------- | ----------- | ---------- |
| Bonneville-et-Saint-Avit-de-Fumadières | 302               | 24230       | 24048      |
| Fougueyrolles                          | 473               | 33220       | 24189      |
| Lamothe-Montravel                      | 1 239             | 24230       | 24226      |
| Montazeau                              | 324               | 24230       | 24288      |
| Montcaret                              | 1 426             | 24230       | 24289      |
| Nastringues                            | 112               | 24230       | 24306      |
| Port-Sainte-Foy-et-Ponchapt            | 2 489             | 33220       | 24335      |
| Saint-Antoine-de-Breuilh               | 2 012             | 24230       | 24370      |
| Saint-Michel-de-Montaigne              | 362               | 24230       | 24466      |
| Saint-Seurin-de-Prats                  | 478               | 24230       | 24501      |
| Saint-Vivien                           | 286               | 24230       | 24514      |
| Vélines                                | 1 114             | 24230       | 24568      |

## Démographie
| 1962  | 1968  | 1975  | 1982  | 1990  | 1999  | 2006   | 2011   | 2012   |
| ----- | ----- | ----- | ----- | ----- | ----- | ------ | ------ | ------ |
| 8 075 | 8 286 | 8 236 | 8 546 | 9 243 | 9 707 | 10 464 | 10 617 | 10 588 |

## Religions
- Église catholique

- Églises protestantes

1. Montcaret temple protestant église réformée de France ERF
2. Saint-Antoine-de-Breuilh temple protestant église réformée de France ERF
3. Port-Sainte-Foy-et-Ponchapt église évangélique tzigane
4. Port-Sainte-Foy-et-Ponchapt temple protestant de Sainte-Foy-la-Grande

- Cultes musulmans

1. Port-Sainte-Foy-et-Ponchapt mosquée sunnite